# Pedro Cobiaco
Pedro Cobiaco (17 de Setembro de 1996) é um quadrinista brasileiro. É filho do também quadrinista Fabio Cobiaco. Em 2010, com apenas 14 anos, começou a publicar tiras semanais para o suplemento infantil do jornal Folha de S.Paulo. Em 2013 lançou de forma independente sua primeira graphic novel, Harmatã, republicada no ano seguinte pela editora Mino. Em 2014, ganhou o 26º Troféu HQ Mix na categoria "Novo talento (roteirista)". Em 2015 lançou, também pela Editora Mino, a graphic novel Aventuras na Ilha do Tesouro - que no mesmo ano venceu o prêmio especializado de imprensa Grampo de Ouro, do site Vitralizado, como "Melhor Quadrinho Brasileiro". Em 2016 lança Cais, quadrinho com roteiro de Janaína de Luna. Em 2017 é um dos brasileiros convidados para o Festival de Banda Desenhada de Beja, em Portugal, onde a edição portuguesa de Aventuras na Ilha do Tesouro é anunciada e lançada.